# Episodi di Codice rosso
Gli episodi di Codice rosso andarono in onda in prima visione nel 2006.
| nº | Titolo      | Prima TV Italia  |
| -- | ----------- | ---------------- |
| 1  | Il rogo     | 16 novembre 2006 |
| 2  | La colpa    | 16 novembre 2006 |
| 3  | Figli       | 24 novembre 2006 |
| 4  | Fantasmi    | 24 novembre 2006 |
| 5  | Bugie       | 30 novembre 2006 |
| 6  | Errori      | 30 novembre 2006 |
| 7  | Pericoli    | 7 dicembre 2006  |
| 8  | Rivelazioni | 7 dicembre 2006  |
| 9  | Tenebre     | 14 dicembre 2006 |
| 10 | Il piromane | 14 dicembre 2006 |
| 11 | Il cuore    | 15 dicembre 2006 |
| 12 | La squadra  | 15 dicembre 2006 |

## Il rogo
Il pompiere caposquadra della 15A, Pietro Vega, durante un incendio perde tre uomini. Durante la tragedia Pietro ha dovuto tagliare la sua corda per salvare il resto della squadra.